# نویفرت
نویفرت (به آلمانی: Neufert) یا داده‌های معماران (به انگلیسی: Architects' data) کتابی است که توسط ارنست نویفرت تدوین شد و این کتاب با نام نویفرت (به آلمانی: Neufert) در میان معماران به عنوان منبعی برای استانداردهای معماری در building design و site planning کاربر دارد. این کتاب اولین بار توسط ارنست نویفرت در سال ۱۹۳۶ به چاپ رسید. ویرایش ۳۹ام آلمانی آن به ۱۷ زبان ترجمه شد و بیش از ۵۰۰ هزار نسخه از آن فروخته شد.

## تاریخچه
ارنست نویفرت در وایمار از سال ۱۹۲۶ پس از فارغ‌التحصیل شدن از باوهاوس به جمع‌آوری استانداردهای معماری و ساختمان‌ها پرداخت. وی اولین کتاب راهنمایش را در سال ۱۹۳۶ چاپ کرد که به ۱۷ زبان ترجمه شد و نسخهٔ آلمانی آن ۳۹ بار ویرایش یافت اولین نسخهٔ انگلیسی آن در سال ۱۹۷۰ در آمریکا چاپ شد و با کتاب گرافیک استاندارد معماری رقابت می‌کرد و تا سال ۱۹۸۶ ویراستار آن خود ارنست نویفرت بود و پس از آن توسط پسرش پیتر ادامه یافت تا سال ۱۹۹۵ که پیتر درگذشت

## محتویات
در این کتاب استانداردهای ابعاد و اندازه و تعداد فضاها و اجزای معماری برای کاربری‌های متفاوت به صورت نقشه و گرافیکی و عددی ارائه گردیده است که برای مراحل ابتدایی طراحی معماری و معماری منظر بسیار کاربردی است.